# Croton gratissimus
Espèce
Classification APG III (2009)
 Croton gratissimus est une espèce de plantes à fleurs du genre Croton et de la famille des Euphorbiaceae. C'est un arbuste présent en Afrique tropicale et subtropicale.
Ses graines entrent dans la composition de la poudre de chébé pour cheveux des femmes au Tchad.

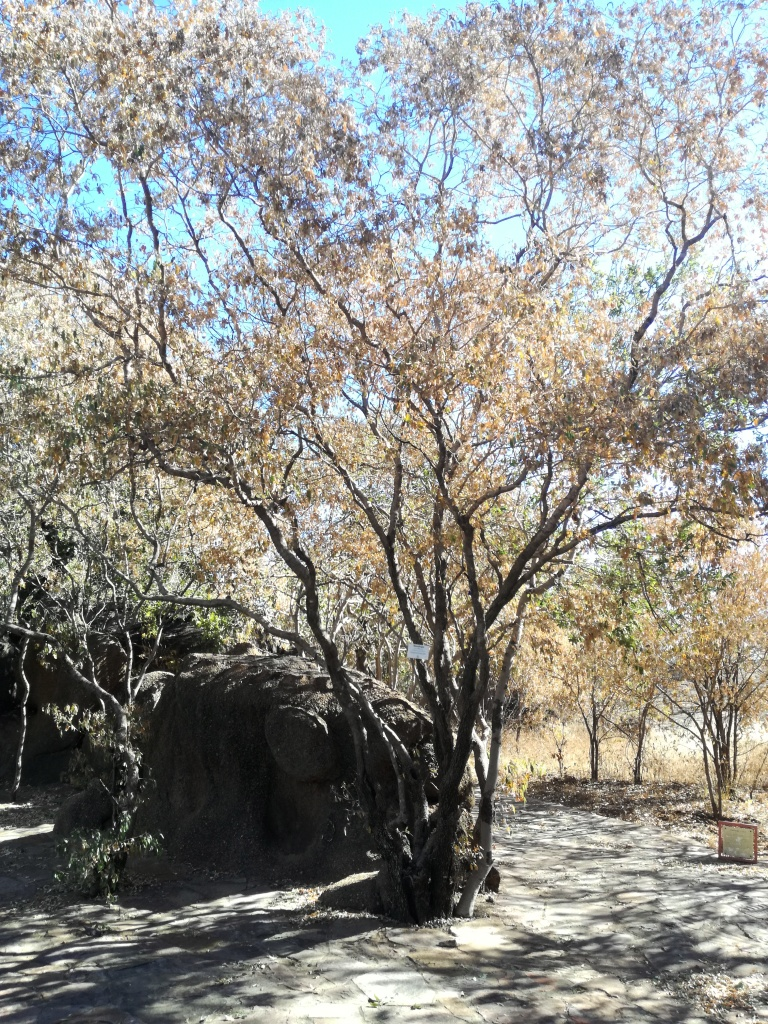
Croton gratissimus - Botswana Bot Gardens.

## Liste des variétés
Selon World Checklist of Selected Plant Families (WCSP) (12 oct. 2011) :
- Croton gratissimus var. gratissimus
- Croton gratissimus var. subgratissimus (Prain) Burtt Davy

## Synonymes
- Oxydectes gratissima (Burch.) Kuntze
- Croton amabilis Müll.Arg. (pour la première variété)
- Croton antunesii Pax (pour la première variété)
- Croton microbotryus Pax (pour la première variété)
- Croton welwitschianus Müll.Arg. (pour la première variété)
- Croton zambesicus Müll.Arg. (pour la première variété)
- Oxydectes amabilis (Müll.Arg.) Kuntze (pour la première variété)
- Oxydectes welwitschiana (Müll.Arg.) Kuntze (pour la première variété)
- Oxydectes zambesica (Müll.Arg.) Kuntze (pour la première variété)
- Croton subgratissimus Prain (pour la seconde variété)